# شون نيوتن (لاعب كرة قدم)
شون نيوتن (بالإنجليزية: Shaun Newton)‏ (20 أغسطس 1975 في المملكة المتحدة - ) هو لاعب كرة قدم بريطاني في مركز الوسط. شارك مع منتخب إنجلترا تحت 21 سنة لكرة القدم. أما مع النوادي، فقد لعب مع تشارلتون أثلتيك وليستر سيتي ووست هام يونايتد ووولفرهامبتون واندررز.

## وصلات خارجية
- شون نيوتن (لاعب كرة قدم) على موقع قاعدة بيانات كرة القدم.إي يو (الإنجليزية)
- شون نيوتن (لاعب كرة قدم) على موقع Soccerbase.com (لاعب) (الإنجليزية)
- شون نيوتن (لاعب كرة قدم) على موقع عالم كرة القدم.نت (الإنجليزية)